# Verwaltungsgemeinschaft Marktleugast
In der Verwaltungsgemeinschaft Marktleugast im oberfränkischen Landkreis Kulmbach haben sich folgende Gemeinden zur Erledigung ihrer Verwaltungsgeschäfte zusammengeschlossen:
1. Grafengehaig, Markt, 839 Einwohner, 20,81 km²
2. Marktleugast, Markt, 3090 Einwohner, 33,87 km²

Sitz der Verwaltungsgemeinschaft ist Marktleugast.